# Steffen Große
Steffen Große (* 4. Oktober 1967 in Stralsund) ist ein deutscher Politiker (Bündnis Deutschland, zuvor Freie Wähler). Er ist seit November 2022 Bundesvorsitzender seiner Partei und seit 2024 Mitglied des Stadtrates von Dresden.

## Herkunft und Ausbildung

### Journalistenlaufbahn
Große wurde als Sohn einer Chemielaborantin und eines Geologen in Stralsund geboren und wuchs mit einem älteren Bruder in Stendal auf.
Er legte 1986 das Abitur an der EOS Winckelmannschule ab und studierte von 1989 bis 1994 an der Universität Leipzig Journalistik. Ab 1990 war er bei der Leipziger Volkszeitung als freier Autor und zudem als freier Reporter und Moderator beim damaligen Sachsen Radio tätig.
1991 wechselte er für zwei Jahre als Redakteur zur Nachrichtenredaktion von MDR Life nach Leipzig. Im Anschluss war er Nachrichtenchef und stellvertretender Chefredakteur bei Antenne Sachsen in Dresden.

### Staatsdienst
1994 wurde Große Pressesprecher des sächsischen Kultusministers Matthias Rößler. Nachdem dieser 2002 Staatsminister für Wissenschaft und Kunst wurde, übernahm Große im dortigen Ministerium die Position des Referatsleiters für Presse- und Öffentlichkeitsarbeit.
Später wurde er zunächst Leiter einer Projektgruppe und schließlich Referatsleiter in der sächsischen Landeszentrale für politische Bildung. 2007 übernahm Große die Stelle des Pressesprechers im sächsischen Innenministerium unter Albrecht Buttolo, ehe er ein Jahr später als Referatsleiter für Öffentlichkeitsarbeit in die Staatskanzlei gerufen wurde und dem damaligen Ministerpräsidenten Stanislaw Tillich zuarbeitete.
Seit 2013 ist Große Referatsleiter im Kultusministerium. Für das Land Sachsen wurde er 2019 zudem vom Verwaltungsausschuss der Zentralstelle für Fernunterricht zum Vorsitzenden gewählt.

### Privates
Große ist seit März 2023 erneut verheiratet und hat aus erster Ehe zwei Kinder. Seine jetzige Frau brachte ebenfalls einen Sohn mit in die Ehe. Die Familie lebt in Dresden.

## Politik

### CDU, Freie Wähler, Bürgerallianz, BFA
1994 trat Große in die CDU ein und engagierte sich vor allem im Kreisverband Dresden. Enttäuscht von der Politik der Parteivorsitzenden und Bundeskanzlerin Angela Merkel verließ er die Union 2006 wieder.
2011 trat er der Bundespartei Freie Wähler bei und amtierte ab Juni 2012 als Generalsekretär und Bundespresssprecher des Bundesvorstandes. Große wurde zudem Mitglied des Landesvorstandes Sachsen und war zuletzt Landesvorsitzender der Freien Wähler Sachsen.
Für die Freien Wähler kandidierte er bei der Bundestagswahl 2013 im Wahlkreis Dresden II – Bautzen II, bei der Landtagswahl in Sachsen 2014 im Wahlkreis Dresden 6 und bei der Bundestagswahl 2017 im Wahlkreis Görlitz. Er verfehlte jeweils den Einzug ins Parlament.
Neben seiner Parteizugehörigkeit führte Große zugleich die Bürgerbewegung Freie Wähler Dresden, einen eingetragenen Verein an, der in Sachsen bereits länger existierte als die Partei selbst.
In Folge einer internen Debatte über die Covid-19-Pandemie kam es 2020 zum Zerwürfnis mit dem Bundesvorsitzenden der Freien Wähler und bayerischen Wirtschaftsminister Hubert Aiwanger, nachdem Große im April den sächsischen Ministerpräsidenten Kretschmer in einem Brief aufgefordert hatte, die Corona-Einschränkungen aufzuheben. Großes Stellvertreterin Denise Wendt, die zugleich stellvertretende Bundesvorsitzende war, intervenierte gegen den Brief und forderte öffentlich Großes Rücktritt, was zunächst eine Suspendierung Wendts durch den Landesvorstand wegen Illoyalität zur Folge hatte. Aiwanger wiederum forderte die Aufhebung der Suspendierung. Anschließend setzte der Bundesvorstand Große als Landesvorsitzenden ab.
Kurze Zeit später erklärten Große und rund 30 weitere Mitglieder der Freien Wähler Sachsen aus Protest ihren Parteiaustritt, darunter auch die Landesvorsitzende der Deutschen Polizeigewerkschaft Cathleen Martin, die 2019 Spitzenkandidatin bei der Landtagswahl war.
Im Februar 2021 gründete Große in Rodewisch die Bürgerallianz Deutschland, die sich als Bundespartei mit einem Landesverband in Sachsen aufstellte. Große übernahm den Bundes- und den Landesvorsitz der Partei. Zu den Mitgründern gehörten auch Cathleen Martin sowie Schwimm-Europameister Jens Kruppa.
Im März 2021 trat Große zusätzlich dem Bürgerlich-Freiheitlichen Aufbruch bei, der als eingetragener Verein eine Sammlungsbewegung liberal-konservativer Kräfte verschiedener Parteien bildete. Dort übernahm er ab März 2022 die Leitung des Social-Media-Teams und ab Juni 2022 die Leitung des Fachbereiches Presse- und Öffentlichkeitsarbeit und somit die Position des Pressesprechers. Seine Ämter beim Bürgerlich-Freiheitlichen Aufbruch gab er mit Ablauf des Jahres 2022 auf. In der Bürgerallianz warb er für eine Auflösung der Partei zu Gunsten von Bündnis Deutschland, die letztlich mit Ablauf des Jahres 2022 auch erfolgte.

### Bündnis Deutschland
Große war ab Sommer 2022 als Vertreter der Bürgerallianz und durch seine Funktionen im Bürgerlich-Freiheitlichen Aufbruch bei der Vorbereitung der Parteigründung von Bündnis Deutschland mit eingebunden und gilt, neben Vertretern der Christdemokratisch-Liberalen Plattform, dem BFA und zahlreichen Einzelpersonen, als einer der Wegbereiter von Bündnis Deutschland.
Am 20. November 2022, nur wenige Tage nach Beendigung seiner Mitgliedschaft in der Bürgerallianz, war er in Fulda Gründungsmitglied von Bündnis Deutschland und wurde zum Bundesvorsitzenden der neuen Partei gewählt.
Große war Spitzenkandidat seiner Partei bei der Landtagswahl in Sachsen 2024. Seine Partei erhielt 0,3 % der Listenstimmen.
Bei der Bundestagswahl 2025 kandidiert Große als Spitzenkandidat seiner Partei in Sachsen.

### Kommunalpolitik
Bei der Kommunalwahl am 9. Juni 2024 in Dresden trat Große für das „Team Zastrow/Bündnis Sachsen 24“ des ehemaligen sächsischen FDP-Landesvorsitzenden Holger Zastrow im Wahlkreis XI „Cotta II/Dresdner Westen“ an und erzielte ein Mandat im Stadtrat.